# ویرجینیا مک‌لورین
ویرجینیا مک‌لورین (انگلیسی: Virginia McLaurin؛ ‏ ۱۲ مارس ۱۹۰۹ – ۱۴ نوامبر ۲۰۲۲) با نام‌خانوادگی دوشیزگی کمبل، خیاط، مدیر یک رختشویخانه، کارگر مزرعه و کنشگر اجتماعی اهل ایالات متحده آمریکا بود. او یک زن ابرصدساله یا شبه-ابرصدساله بود، زیرا شناسنامه‌ای از او موجود نبود (یا تاریخ تولدش ثبت نشده است) و احتمال می‌رفت او مابین سال‌های ۱۹۰۹ و ۱۹۱۷ به دنیا آمده باشد. چنین فقدانی از تاریخ دقیق تولد، تحت قوانین جیم کرو غیرعادی نیست، زیرا سوابق عمومی در آن زمان برای سیاه‌پوستان و بومیان آمریکا گاهی ناموجود یا نادرست بودند.
او که ساکن واشینگتن دی.سی. است، پس از پخش ویدئویی از رقصش با پرزیدنت باراک اوباما و بانوی اول میشل اوباما در کاخ سفید که در ۱۸ فوریه ۲۰۱۶ طی مراسمی برای دریافت جایزه خدمات داوطلبانه رئیس‌جمهور برای خدماتش به جامعه و در زمان «ماه سیاه پوستان» انجام شد، به شهرت رسید، با این که ابرصدسالگی او طی این مراسم تحت پوشش گسترده‌ای رسانه ای قرار گرفت با این حال هیچ‌گونه منبع و سوابق دولتی و رسمی برایش وجود نداشت.

## اوایل زندگی
مک‌لورین در یک خانواده سیاه‌پوست از سهامداران در چراو متولد شد. پدرش جان الیور کمبل زمانی که او یک ساله بود درگذشت و مادرش فلورا الا مک‌کوئین به او خیاطی را آموخت. او اظهار داشت: «پدربزرگ من وزیر متدیست و پدرم باپتیست بود».
به گفته مک‌لورین، او «توسط یک ماما به دنیا آمد و روز تولدش را در جایی در کتاب مقدس ثبت کرد.» در کودکی با پدر و مادرش در مزرعه کار می‌کرد و ذرت و پنبه می‌چید.
او در دوران قوانین جیم کرو بزرگ شد، زمانی که جداسازی نژادی در سراسر جنوب ایالات متحده فراگیر بود. مک لورین که هیچ‌گاه تحصیلات بالاتر از کلاس سوم نداشت، در ۱۳ سالگی ازدواج کرد و بعداً تحت برنامهٔ مهاجرت بزرگ به نیوجرسی نقل مکان کرد. هنگامی که شوهرش در یک دعوای بار کشته شد، او بیوه شد و در سال ۱۹۳۹ به واشینگتن دی سی نقل مکان کرد تا به خواهرش نزدیک شود. تقریباً در این زمان او مسئولیت پسر سه ساله ای را پس از ازدواج مجدد پدرش بر عهده گرفت و همسر جدیدش نمی‌خواست فرزند را گردن بگیرد. مک لورین به‌طور رسمی پسر را در سن ۱۴ سالگی به فرزندخواندگی پذیرفت.
در دوران حرفه ای خود، او به عنوان خیاط، به عنوان یک خدمتکار خانگی برای خانواده‌ها در سیلور اسپرینگ، مریلند کار می‌کرد و یک مغازه لباسشویی را مدیریت می‌کرد.

## داوطلب اجتماعی
از اوایل دهه ۱۹۸۰، مک‌لورین چهل ساعت در هفته در «مدرسه منشور عمومی روتس» از طریق سازمان سالمندان آمریکورپس به‌طور داوطلبانه کار می‌کرد. او در اکتبر ۱۹۹۴ به «سازمان برنامه‌ریزی متحد برنامه پدربزرگ‌ها و مادربزرگ‌های سرپرست» پیوست. در سال ۲۰۱۳، او جایزه خدمات اجتماعی داوطلبانه را از شهردار وینسنت کاندول گری دریافت کرد. پس از اینکه در سال ۲۰۱۴ یک گروه تلویزیونی این واقعیت را منتشر کرد که آپارتمان او با ساس آلوده شده بود، یک شرکت محلی کنترل آفات کار پاکسازی منزلش را به عهده گرفت و یک تخت رایگان به او هدیه داد.

## طول عمر و زندگی شخصی
او از شوهر مرحومش دو فرزند داشت. تا سال ۲۰۱۶، دخترش در ۸۳ سالگی زنده بود. پسرش فوت کرده بود با وجود این، او تخمین زد که حدود ۵۰ فرزند زنده دارد. حداقل یکی از نوه‌های او یک نتیجه داشت که او را به یک مادر مادربزرگ تبدیل می‌کرد.
در سال ۲۰۱۶، مک لورین برای دریافت کارت شناسایی عکس‌دار جایگزین از وزارت وسایل نقلیه موتوری واشینگتن دی سی به دلیل مشکلات اداری درگرفتن کپی شناسنامه خود از کارولینای جنوبی با مشکل مواجه شد.
در ۱۲ مارس ۲۰۱۹، مک لورین ظاهراً ۱۱۰ ساله شد و تبدیل به یک ابرصدساله شد. او جشن تولدهای قبلی خود را از سن ۱۰۶ تا ۱۰۹ سالگی با تیم بسکتبال مورد علاقه خود، هارلم گلوبتراترز جشن گرفته بود.
مک لورین در ۱۴ نوامبر ۲۰۲۲ در خانه خود در اولنی، مریلند در سن ۱۱۳ سالگی درگذشت.